# Мечислав Войт
Мечислав Войт (пол. Mieczysław Voit; 2 серпня 1928 року, Каліш, Польща — 31 січня 1991 рік, Варшава, Польща) — польський актор театру і кіно.

## Біографія
Вивчав живопис, історію мистецтва та акторську майстерність. У 1948 році дебютував в театрі. У 1953 році закінчив Державну вищу акторську школу в Кракові.
Працював у театрах Кракова — Поезії (1952—1954), ім. Ю. Словацького (1955—1956), Лодзі — Новий театр (1957—1963) і Варшави — Театр Народови (1963—1966), Драматичний (1966—1979), «Театр на Волі» (1979—1981), «Ateneum» (1981—1986), «Na Targówku» (1986—1988), Польський театр (1989—1991).
Після 1981 року записувався на радіо (був одним із читців «Біблії Тисячоліття» — польського перекладу Біблії). Активний учасник Міжнародного пісенного фестивалю в Сопоті.
Помер в 1991 році, похований на Повонзківському цвинтарі у Варшаві.

## Вибрана фільмографія

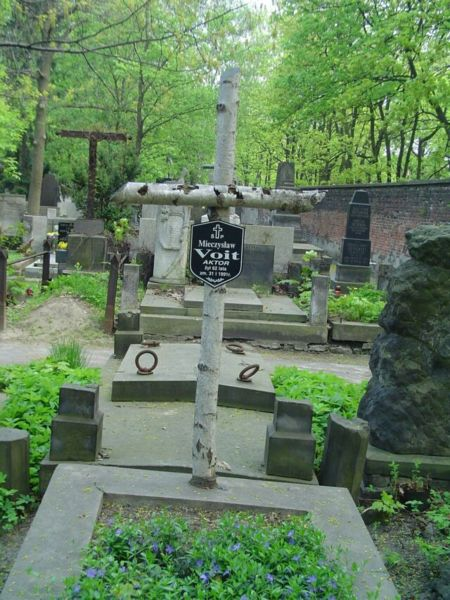
Могила Мечислава Войта на Повонзківському цвинтарі у Варшаві

- 1958 — Ніч після весілля / Noc poślubna
- 1958 — Калоші щастя / Kalosze szczęścia
- 1960 — Хрестоносці / Krzyżacy
- 1961 — Мати Йоанна від ангелів / Matka Joanna od Aniołów
- 1961 — Дорога на захід / Droga na zachód
- 1964 — Перерваний політ / Przerwany lot
- 1966 — Фараон / Faraon
- 1967 — Ставка більша за життя / Stawka większa niż życie (телесеріал, тільки в 4-ій серії)
- 1971 — Болеслав Сміливий / Bolesław Śmiały
- 1971 — Гойя, або Тяжкий шлях пізнання
- 1972 — Подорож за посмішку / Podróż za jeden uśmiech
- 1972 — Весілля / Wesele
- 1973 — Санаторій під клепсидрою / Sanatorium pod klepsydrą
- 1973 — Чорні хмари / Czarne chmury (телесеріал)
- 1974 — Потоп / Potop
- 1975 — Dzieje grzechu
- 1975 — Мазепа / Mazepa
- 1975 — Ночі і дні / Noce i dnie
- 1976 — Лозунг / Hasło
- 1977 — Лялька / Lalka
- 1979 — Урок мертвої мови / Lekcja martwego języka
- 1979 — Марити уві сні / Śnić we śnie
- 1983 — Альтернативи 4 / Alternatywy 4 (телесеріал)
- 1989 — Моджеєвська / Modrzejewska